# 2-й Польський корпус (Російська імперія)
2-й Польський корпус у Росії (пол. II Korpus Polski w Rosji) — корпус військ Російської імперії, складений з поляків — вояків Румунського і Південно-Західного (райони Східної Волині і Поділля) фронтів та поляків Бессарабії. Виник 21 грудня 1917 року в Сороках. Формування корпусу започаткувало процес творення польських збройних сил в Україні. За підтримки прихильного до поляків командувача Румунського фронту генерала піхоти Дмитра Щербачова в Сучаві було створено піхотну дивізію, якій передано спорядження і зброю від 29-го російського корпусу.

## Організаційний склад
- Командування корпусу
- 4-та стрілецька дивізія
- 5-та стрілецька дивізія
- 5-й полк Заславських уланів
- 6-й полк Канівських уланів
- 4-та артилерійська бригада
- 2-й інженерний полк
- допоміжні підрозділи

До складу корпусу також увійшли вояки 2-ї бригади польських легіонів під командуванням полковника Юзефа Галлера (частина Польського допоміжного корпусу австро-угорської армії), які 15 лютого 1918 перейшли через російсько-австрійський фронт під Раранчею і приєдналися до корпусу в Сороках. Саму бригаду було розпущено.
8 березня 1918 року корпус налічував понад 7 тисяч вояків, із яких близько 1500 бійців 2-ї бригади Легіонів.